# Echoing River
Echoing River är ett vattendrag i Kanada.   Det ligger i provinsen Manitoba och Ontario, i den östra delen av landet, 1 600 km nordväst om huvudstaden Ottawa.
Omgivningarna runt Echoing River är i huvudsak ett öppet busklandskap. Trakten runt Echoing River är nära nog obefolkad, med mindre än två invånare per kvadratkilometer.